# Pleuroziales
Ordre
Les Pleuroziales sont un ordre de plantes de la sous-classe des Metzgeriidae.

## Liste des familles
Selon BioLib (9 septembre 2020), Catalogue of Life (9 septembre 2020) et ITIS (9 septembre 2020) :
- famille des Pleuroziaceae Müll.Frib., 1909